# Nneka the Pretty Serpent (película de 2020)
Nneka the Pretty Serpent es una adaptación de 2020 de la película de terror y misterio del mismo nombre de 1994. Fue dirigida por Tosin Igho con Idia Aisien interpretando el papel principal junto a Bovi Ugboma, Bimbo Ademoye, Zack Orji, Shafy Bello, Beverly Osu y Ndidi Obi. Fue escrita por Baruch Apata.

## Sinopsis
La película comienza con un recuerdo con la pequeña Nneka Agu y sus padres celebrando el cumpleaños número 32 de su madre. Ella es testigo del asesinato de sus padres, pero logra escapar. En la actualidad, Nneka es una mesera que trabaja con un jefe crítico, Gbenga, y una alegre compañera, Ada. Una noche Nneka sueña con su madre y visita a un adivino para obtener respuestas sobre sus sueños. También empieza a tener alucinaciones audiovisuales y acaba en el mar donde es poseída por una serpiente. Nneka emprende un viaje para vengar la muerte de su madre.

## Elenco
- Idia Aisien como Nneka Agu
- Bimbo Ademoye como Ada
- Ndidi Obi como Reina Madre
- Kenneth Okolie como Tony Okechukwu
- Beverly Osu como Tessy Okechukwu
- Zack Orji como Anthony Okechukwu
- Larry Gaaga como Udoka Ojukwu
- Bovi Ugboma como Inspector Daniel
- Keppy Ekpenyong como Tega Oghenekaro
- Shaffy Bello como la Dra. Fatima Awolowo
- Charles Okpaleke como él mismo
- Chioma Chukwuka como Chinonye Nzegwu Ejike
- Waje como adivino
- Beverly Naya como Nkem Ojukwu
- Sani Mu'azu como Alhaji Abdullahi
- Charles Inojie como propietario de Nneka
- Judith Audu como patóloga
- Ramsey Nouah como Richard Williams

## Producción y lanzamiento
Para conseguir a la actriz que interpretaría a Nneka se realizaron audiciones en la Capital Federal, Nigeria y en Owerri, Estado de Imo en marzo de 2020. También se realizó una convocatoria de guionistas y Baruch Apata fue anunciado como ganador el 5 de mayo. Ramsey Nouah, Chris Odeh y Chinenye Esuene se unieron como productores, mientras que Charles Okpaleke fue el productor ejecutivo de la película. Un avance de 41 segundos se lanzó en noviembre, mientras que el estrenó en cines se dio el 18 de diciembre de 2020. La película recaudó ₦ 50,051,510 en taquilla.
Idia Aisien debutó como actriz siendo protagonista de esta adaptación. Aisien, quien antes fue presentadora de televisión, tuvo múltiples audiciones y requirió de un entrenador de actuación y un tutor de idioma igbo.
La película fue lanzada en la plataforma Netflix el 18 de agosto de 2021.
Ndidi Obi, quien interpretó a Nneka en la película original, se unió al elenco con el personaje de reina madre.